# Museo del Hermitage
El Museo del Hermitage (en ruso: Эрмитаж, Ermitazh, proveniente del francés ermitage, «ermita», «refugio del ermitaño») de San Petersburgo, Rusia, es una de las mayores pinacotecas y museos de antigüedades del mundo. La colección del museo ocupa un complejo formado por seis edificios situados a la orilla del río Nevá, siendo el más importante de estos el Palacio de Invierno, residencia oficial de los antiguos zares. El resto del complejo arquitectónico lo forman cinco edificios, entre los que se encuentran el Palacio Ménshikov, el Edificio del Estado Mayor y un recinto para almacenamiento abierto. El museo se formó con la colección privada que fueron adquiriendo los zares durante varios siglos, y no fue hasta 1917 cuando fue declarado Museo Estatal.
Su colección, formada por más de tres millones de piezas, abarca desde antigüedades romanas y griegas, a cuadros y esculturas de la Europa Occidental, arte oriental, piezas arqueológicas, arte ruso, joyas y armas. Su pinacoteca está considerada una de las más completas del mundo. El museo es uno de los más grandes del mundo.

## Domicilio

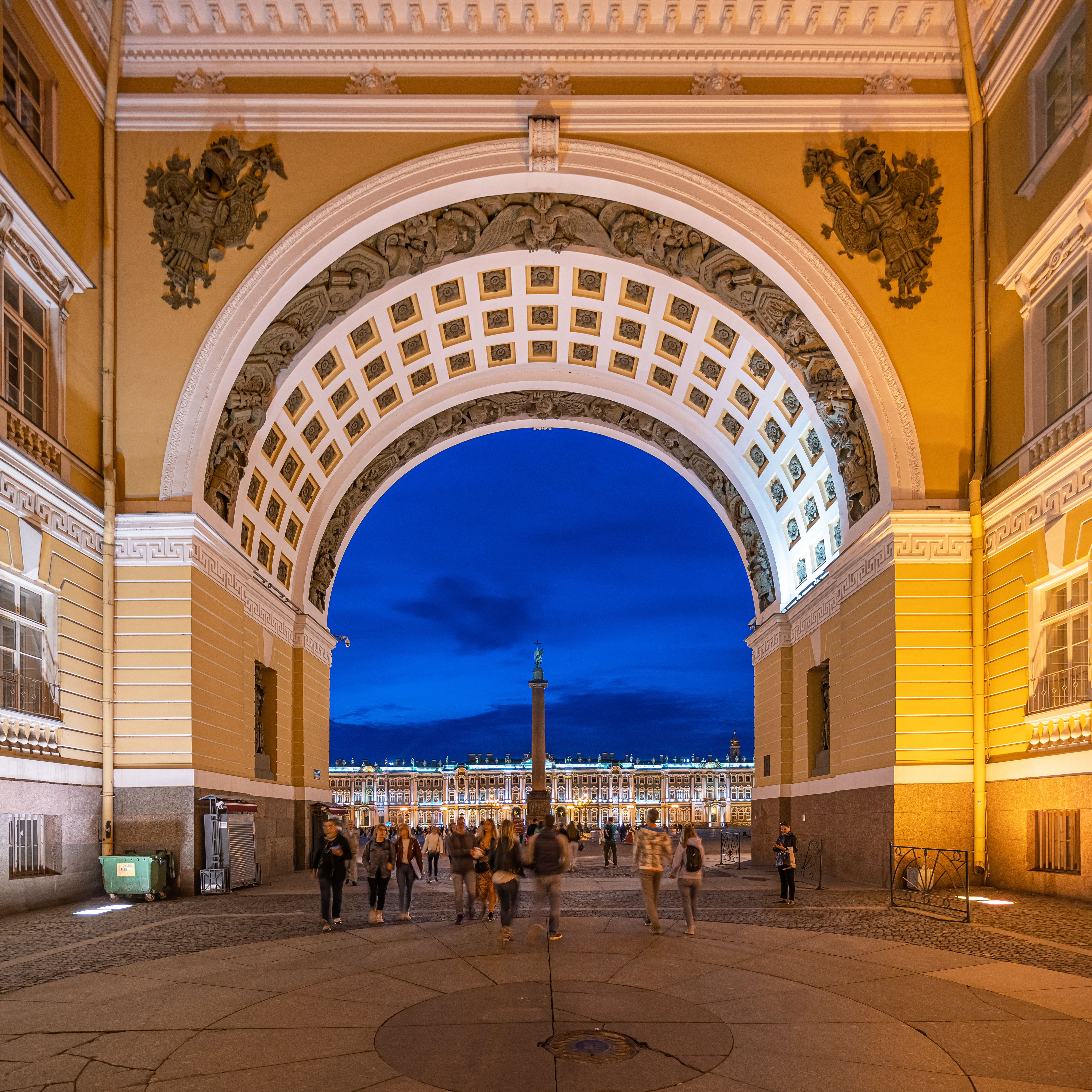
Vista del Palacio de Invierno desde el Edificio del Estado Mayor.

- Complejo Principal del Museo — Главный музейный комплекс (Glavny Muzeiny Kompleks), Plaza del Palacio, 2 — Дворцовая пл., 2 (Dvortsóvaya plóschad, 2 (dva))
- Palacio de Invierno de Pedro I — Зимний дворец Петра I (Zimni dvoréts Petrá Pérvogo), Muelle del Palacio, 32 — Дворцовая наб., 32 (Dvortsóvaya náberezhnaya, (Trídtsat dva))
- Palacio Ménshikov — Дворец Меншикова (Dvoréts Ménshikova), Muelle de la Universidad, 15 — Университетская наб., 15 (Universitétskaya náberezhnaya, 15 (piatnátsat))
- Museo de la Porcelana — Музей фарфора (Muzéi farfora), Prospekt Obújovskoi oborony, 151, Пр. Обуховской обороны, 151

## Historia
La historia del Museo del Hermitage está muy relacionada con la del Palacio de Invierno. Cuando la emperatriz Catalina la Grande llegó al poder mediante un golpe de Estado en Rusia, una de las primeras cosas que hizo fue establecer su residencia en el recién construido Palacio de Invierno.
En 1764, Catalina compró una colección de 225 cuadros de pintura neerlandesa y flamenca en Berlín a Johann Ernest Gotzkowski. Fue entonces cuando comenzó a decorar el palacio con todo tipo de obras de arte que iba adquiriendo provenientes de Europa Occidental. Sólo el comedor estaba adornado con 92 cuadros. Los diplomáticos rusos en Europa estaban encargados de comprar todo tipo de objetos, cuadros, joyas, libros, documentos, para llevar al Palacio de Invierno.

### SigloXVIII

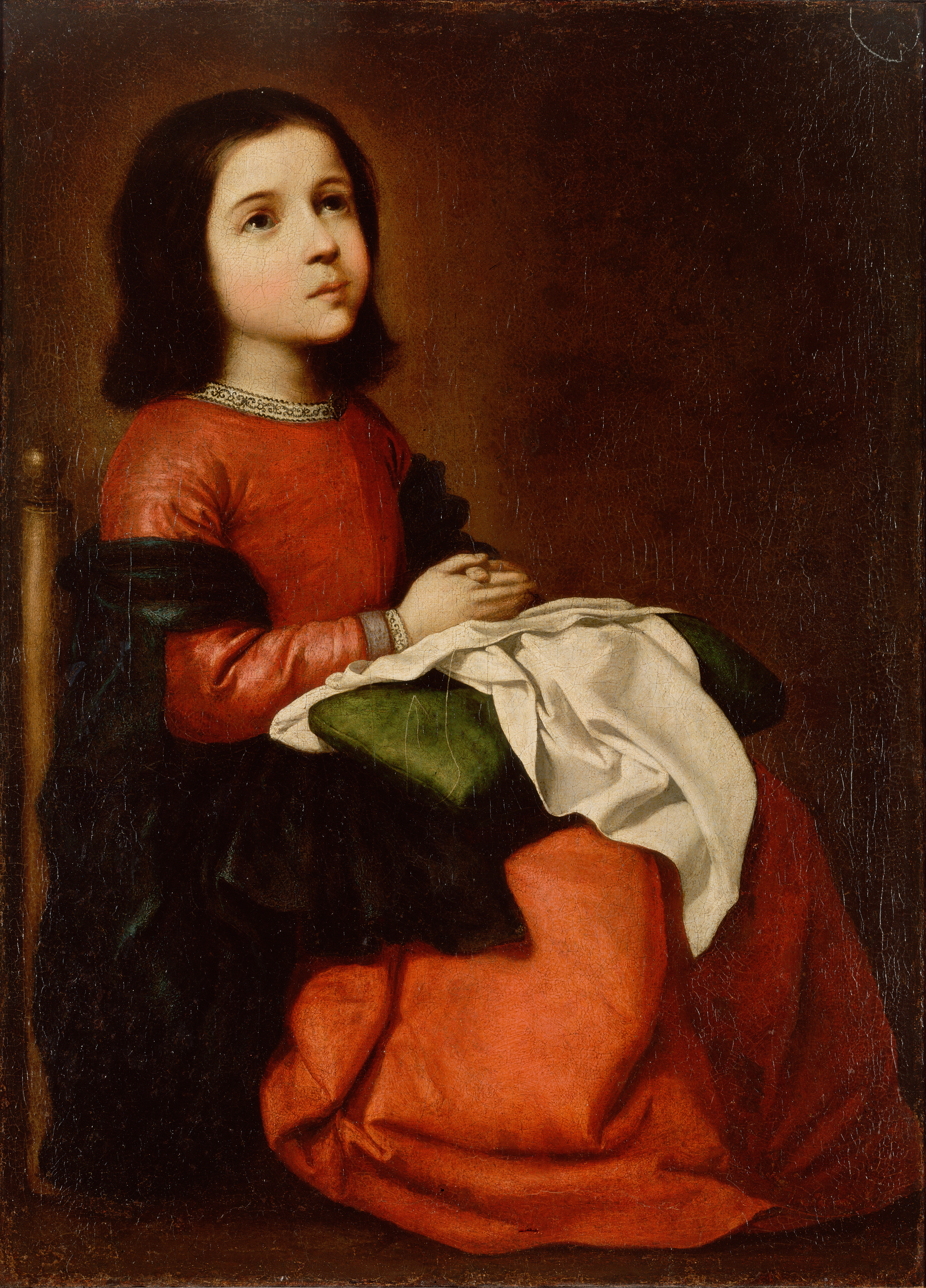
María de niña, Zurbarán

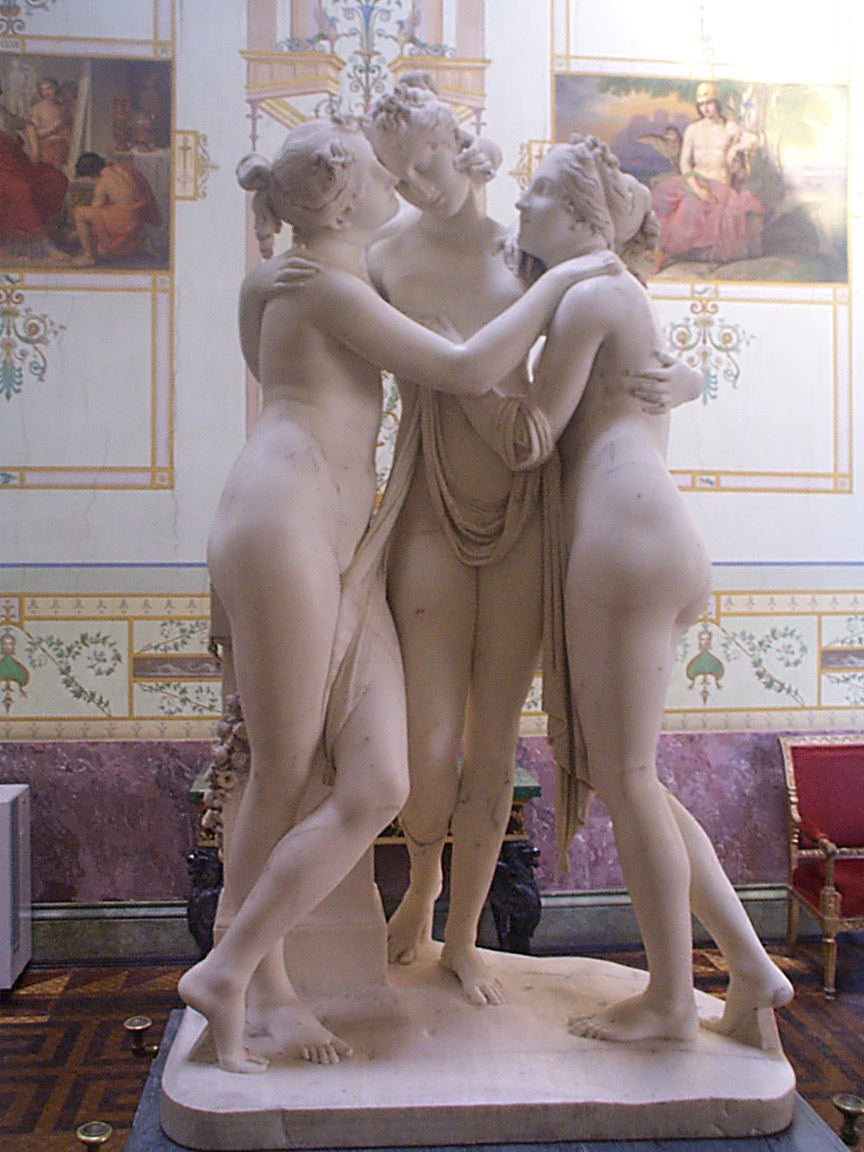
Tres gracias, Canova.

Durante la segunda mitad de este siglo, Catalina se dedicó, además de a la construcción del complejo arquitectónico que forma el actual Hermitage, a aumentar su colección de manera importante. Adquirió todas las colecciones en venta que pudo encontrar. En 1769, compró su colección al conde Heinrich von Brühl, con obras de Rubens y Rembrandt. En 1772, compró la del barón Pierre Crozat. Ésta incluía obras de Rafael, Rubens o van Dyck entre otros. En 1779, adquirió la colección de Robert Walpole, considerado como el primer primer ministro del Reino Unido, que comprendía obras de Murillo, Rembrandt, Rubens o van Dyck. En 1781, compra la colección del conde Simon René de Baudouin, que abarcaba 119 obras de artistas flamencos, holandeses y franceses, y en 1787, la colección de escultura de Lyde Browne, director del Banco del Reino Unido, que contenía 300 esculturas, entre las que se encontraban varias esculturas romanas, una griega y esculturas renacentistas. Además, Catalina se interesó por las antigüedades, y encargó diversas obras para que se las trajeran desde Roma.
En una carta enviada por Catalina a Frédéric-Melchior Grimm, contaba que aparte de cuadros de autores como Rafael Sanzio, su colección contaba con 38 000 libros, más de 10 000 esculturas y más de 10 000 dibujos y grabados. Fue en esta época cuando se compraron las mayores colecciones en la historia del museo. Todas estas obras eran la colección privada de Catalina. En ningún caso puede considerárselo museo, ya que no estaba abierto al público. Consiguió así la mayor colección privada de Europa.

### SigloXIX

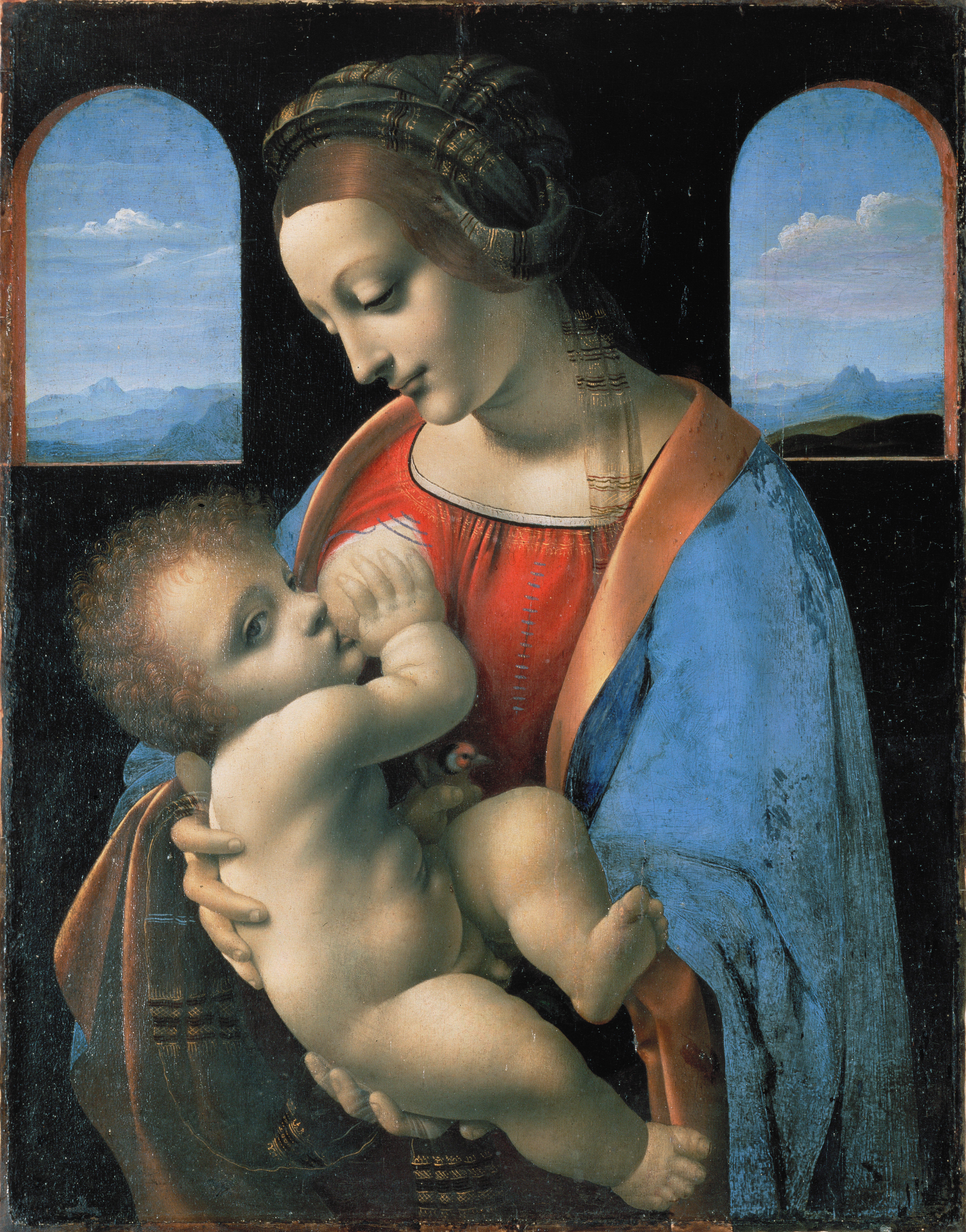
Madonna Litta, Leonardo.

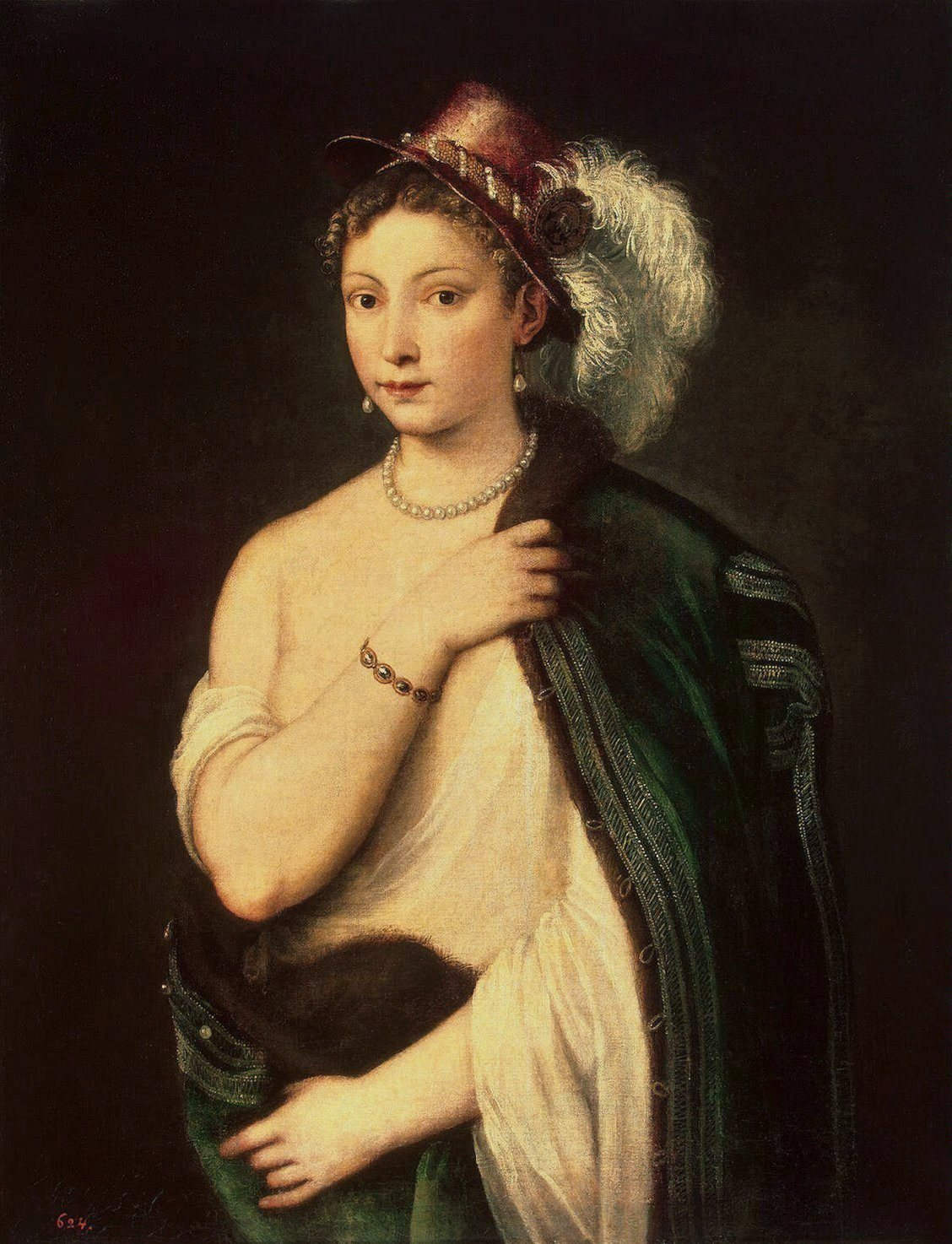
Joven con sombrero, Tiziano.

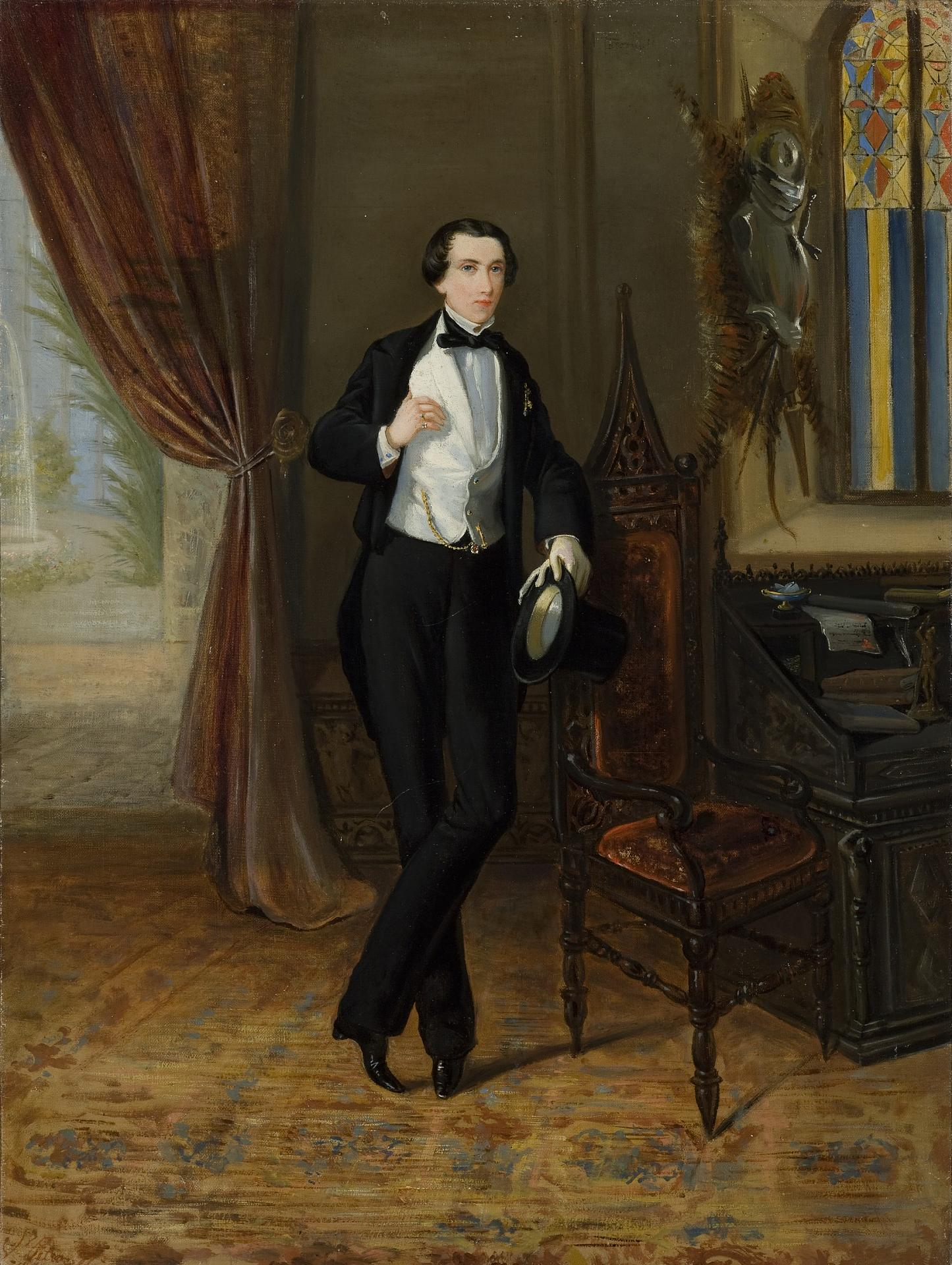
Retrato del joven kniaz Nikolái Yusúpov por el italiano Vincenzo Petrocelli, 1851.

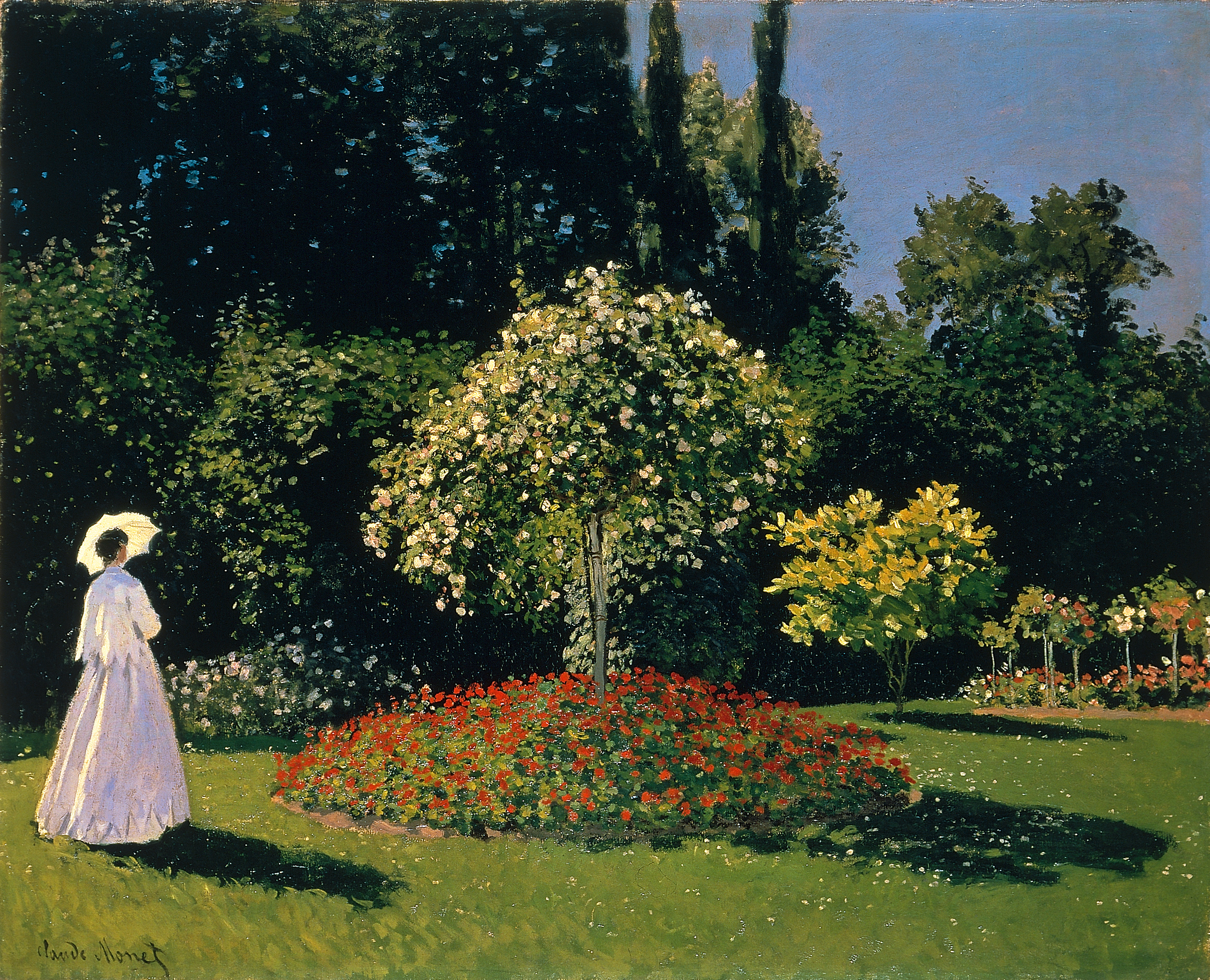
Monet: Mujer en el jardín.

El zar Alejandro I de Rusia, cuando entró con sus tropas en 1815 en París, hizo una de las mayores compras para la colección del Hermitage: la colección privada de la emperatriz Josefina, que contenía pinturas y esculturas. A su muerte, Alejandro compró a sus herederos 38 cuadros más, algunos de Rubens y Rembrandt, y cuatro esculturas de Antonio Canova. En 1837, hubo un gran incendio en el Palacio de Invierno que destrozó gran parte de sus interiores, y para evitar que el fuego se extendiera al Pequeño Hermitage, se desmontaron todas las conexiones entre los dos palacios. 
Durante este siglo se efectuaron compras de varias colecciones importantes. En 1850, se adquirió la colección del Palacio de Cristoforo Barbarigo, en donde había muerto el pintor Tiziano. Esta colección incluía cinco cuadros del mismo Tiziano, que se unían a los otros tres que ya contenía la colección. En 1865, se compró el famoso cuadro de Leonardo da Vinci, la Madonna Litta al conde Litta, junto con otros tres cuadros, por 100 000 francos. En 1870, el Hermitage compró por 310 000 francos la obra maestra de Rafael La Virgen y el Niño (Madonna Connestabile), que el gobierno italiano intentó comprar para evitar que saliera del país, pero no pudo igualar el alto precio. 
El emperador Nicolás I de Rusia decidió en 1852 convertir al Hermitage en un Museo Imperial, al ver que en Europa empezaba a afianzarse el sistema de museos estatales. Mandó construir una entrada para el público y ordenó la decoración del museo para que pudiera ser abierto al público, incluyendo la construcción de nuevas estancias para poder depositar los objetos y cuadros, decoración e interiores que se han mantenido intactos hasta la actualidad. La inauguración fue el 5 de febrero de 1852, con lo que se abría el palacio para las clases altas, sobre todo.
Durante este siglo, se aumentaron ante todo los fondos arqueológicos del museo. En 1861, el Hermitage compró la colección del marqués de Cavelli, Gianpietro Campana. Este arqueólogo aficionado era el director del Banco Monte di Piede Roma y utilizó ilícitamente fondos del banco para adquirir sus antigüedades. Cuando fue sentenciado a 20 años de prisión, el Estado sacó a subasta toda su colección, que se repartió entre el Hermitage y el Museo Napoleón III de París (actual Louvre). La colección adquirida por el Hermitage abarcaba más de 500 vasijas griegas, 200 bronces y esculturas de mármol, mientras que el museo parisino adquirió mayormente pinturas. 
En 1886, adquirieron la colección de Aleksandr Basilevski, que comprendía todo tipo de piezas medievales, de marfil, esmaltes, y todo tipo de objetos, que el museo compró por 6 millones de francos. Además, en 1885, se trasladó la colección Imperial de armas al museo.

### SigloXX

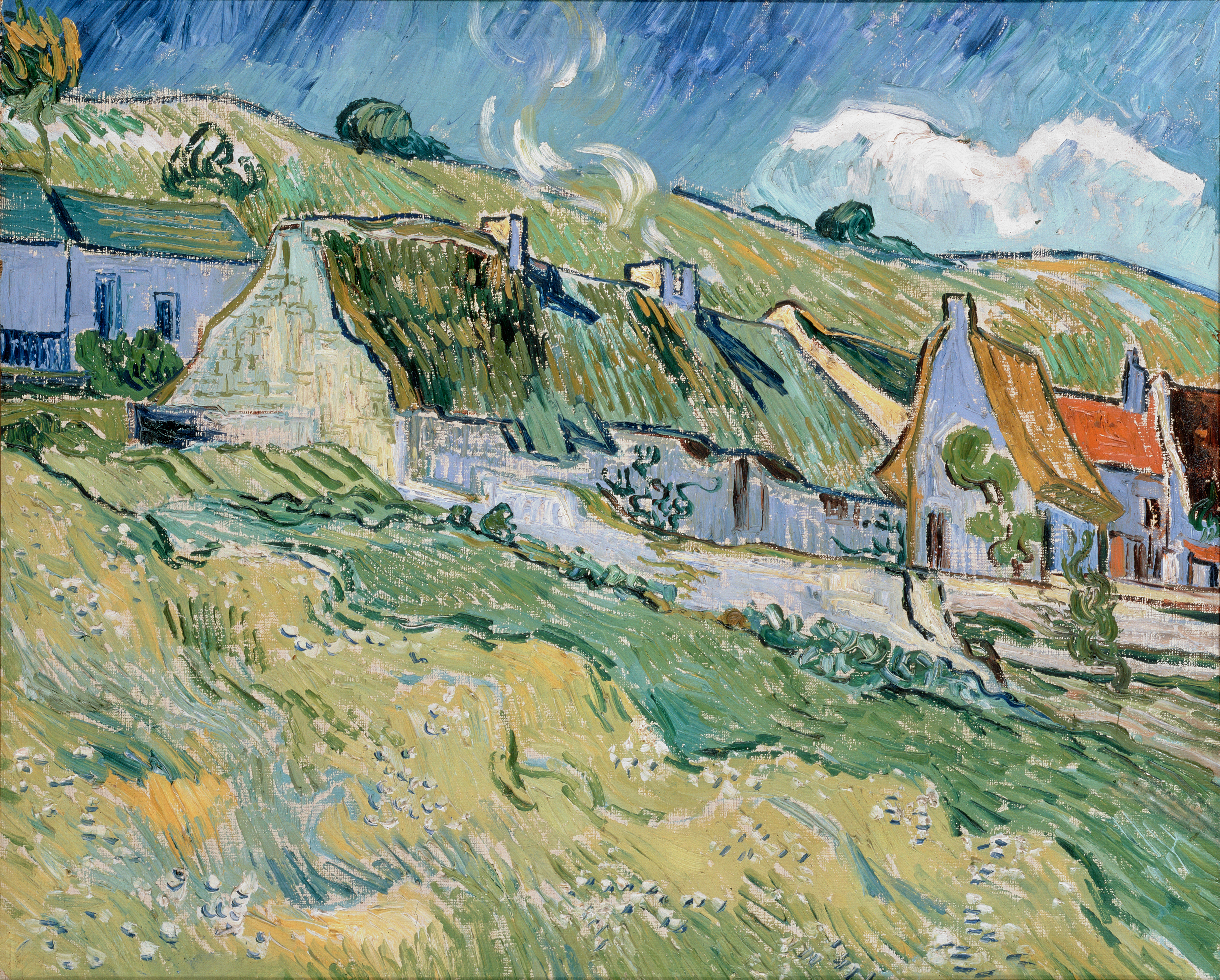
Casas de campesinos en Auvers, Van Gogh.

En 1904, el Palacio de Invierno deja de ser una residencia imperial. Desde el comienzo de la Primera Guerra Mundial en 1914, el museo pasa a ser un hospital, y las colecciones fueron trasladadas a Moscú para su seguridad. No volvieron hasta el año 1924. La administración del museo y el personal que trabajaba allí cambió mucho desde 1917, tras la Revolución rusa, y a partir de entonces se permitió trabajar allí a los no aristócratas. Tras un tiempo cerrado al público, al poco se volvió a abrir. El director del museo, en previsión por lo que podía ocurrir en el asalto al Palacio de Invierno, protegió las obras, que no resultaron dañadas en esa noche del 25 de octubre de 1917, cuando arrestaron al Gobierno provisional ruso. Cinco días después, se declaró al Museo Hermitage Museo Estatal, siendo, durante los cinco primeros años, su entrada gratuita. Además, se creó en el museo un centro cultural y se empezaron a traer exposiciones no permanentes de otros sitios.

#### Tras la revolución de 1917

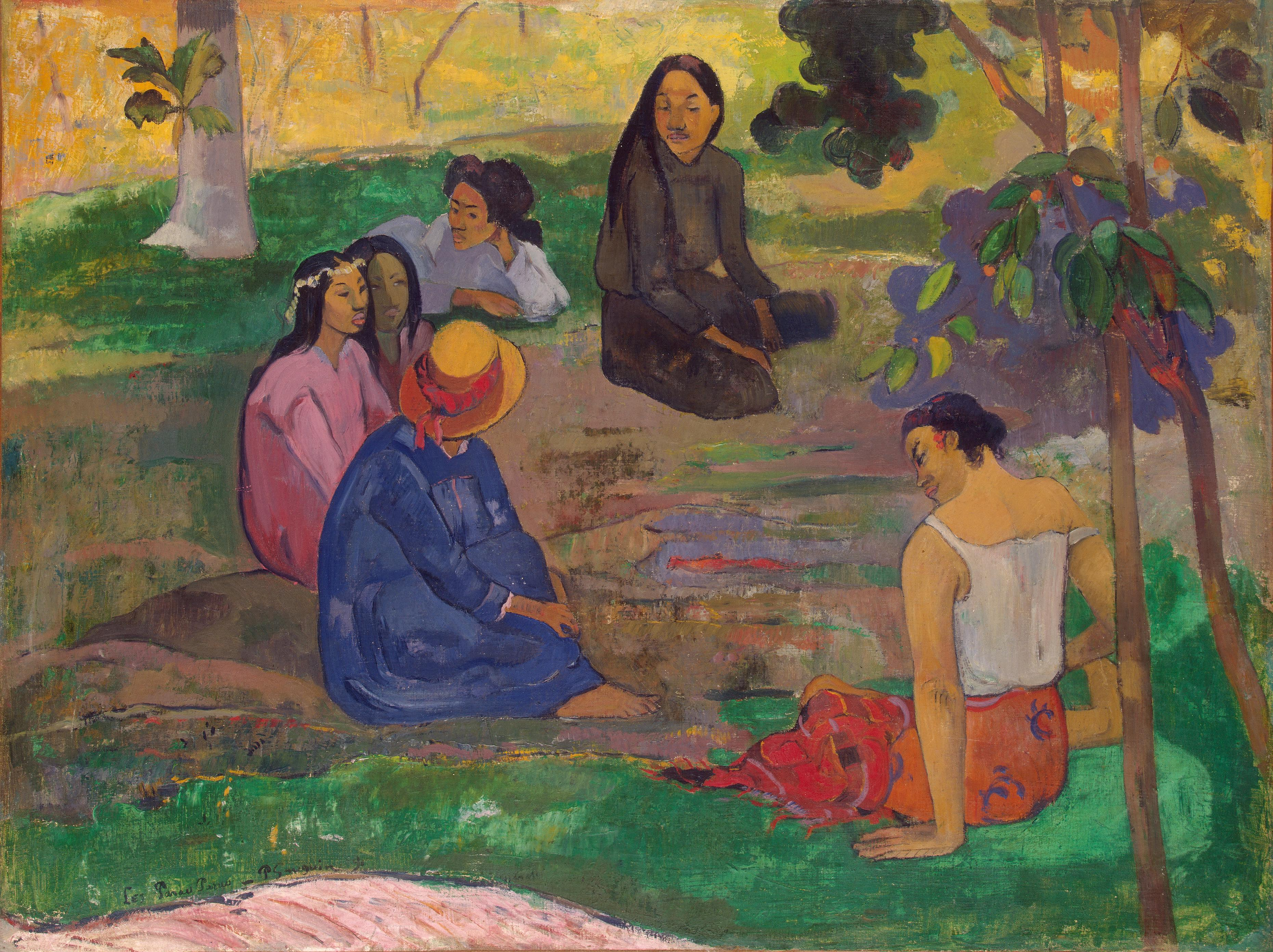
Parau, parau, Gauguin.

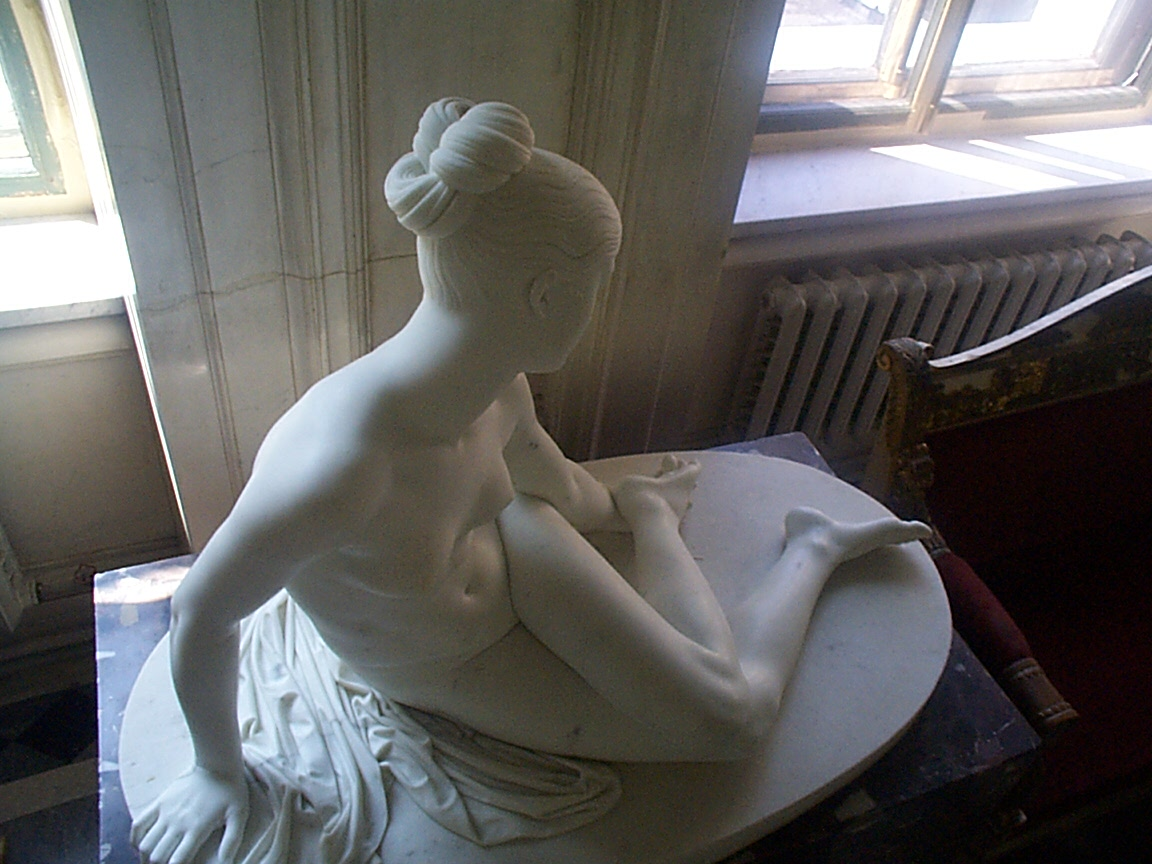
Ninfa, Bartolini.

Durante este siglo, el museo tuvo importantes pérdidas. Durante la década de 1920, se trasladaron 500 obras al Museo Pushkin de Moscú, para que el arte no estuviera tan centralizado en San Petersburgo. En los años 30, se trasladaron otras 70 obras, entre ellas pinturas de Rubens, Rembrandt o Tiziano. Sin embargo, el Hermitage también consiguió importantes bienes; durante estas mismas décadas se empezaron a nacionalizar los bienes que se encontraban en los palacios de la aristocracia rusa, y la mayoría de éstos fue a parar al Hermitage. Se recibieron todo tipo de obras de arte de los palacios imperiales, objetos arqueológicos del antiguo Egipto, documentos, monedas, arte de la época bizantina... Fue en esta época cuando, al aumentarse considerablemente su patrimonio, pasó de ser un museo de arte, a ser un museo de arte y cultura universal.
A mediados de la década de 1930, se produjeron una serie de ventas de cuadros al extranjero, lo que supuso una gran pérdida para el museo. El objetivo de estas ventas, según la postura oficial, era la financiación del propio estado. Según voces discordantes, estas ventas no pueden justificarse desde ningún punto de vista. Se vendieron más de 2800 cuadros, entre los cuales había 250 obras mayores y 50 obras maestras. Algunas piezas que no se vendieron volvieron al museo. Muchas de las mejores piezas vendidas fueron a parar a la National Gallery de Washington y al actual Museo Gulbenkian de Lisboa. Desde 1932 hasta el final de la Segunda Guerra Mundial, fueron saliendo obras menores del museo para ser vendidas o para distribuirse entre las distintas repúblicas soviéticas.

#### La Segunda Guerra Mundial

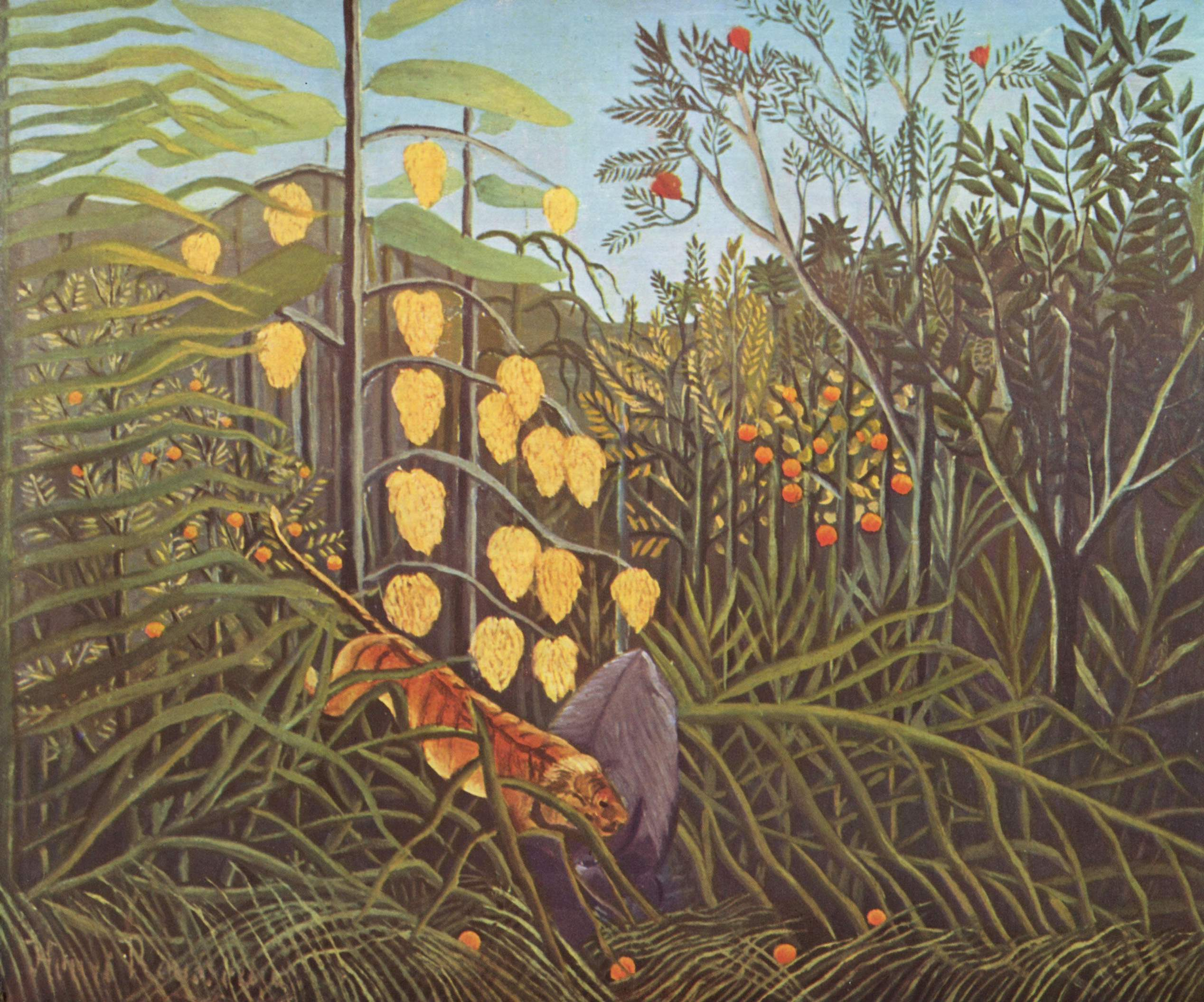
Combate de tigre y búfalo, Rousseau.

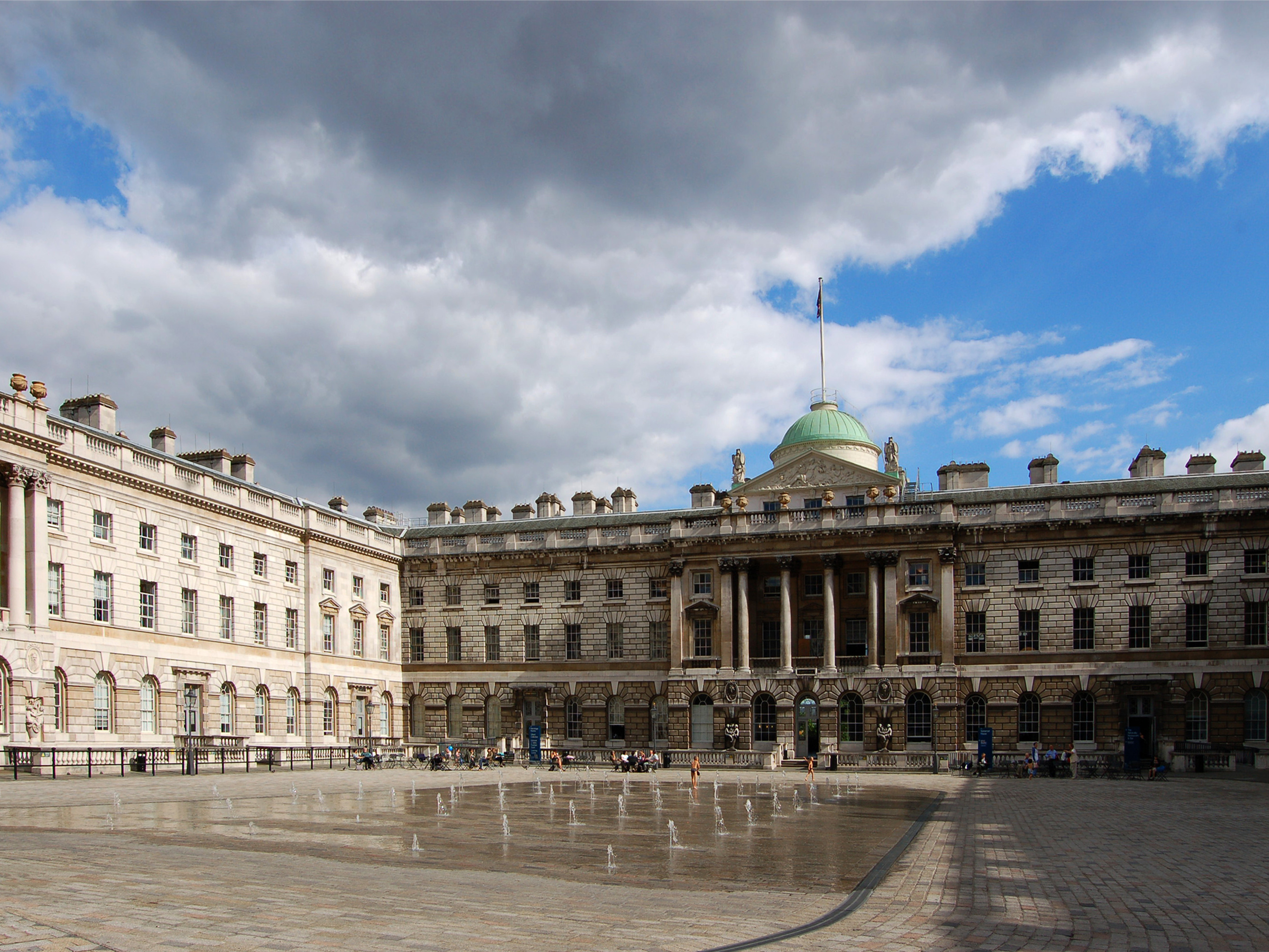
Somerset House de Londres, que alberga exposiciones de piezas cedidas por el Hermitage.

Con la invasión de las tropas alemanas a la URSS el 22 de junio de 1941, y su rápido avance hacia Leningrado, se inició la evacuación de las obras del Hermitage. Fue la mayor evacuación de obras de arte desde la ocurrida durante la guerra civil española en el Museo del Prado. Miles de voluntarios se dedicaron a embalar más de un millón de obras, para trasladarlas en tren hasta Sverdlovsk, en los Urales. Dos trenes pudieron llegar a su destino, pero cuando estaban preparando el tercero, comenzó el asedio a la ciudad por los alemanes, que duró 900 días, y que produjo la muerte de dos millones de habitantes de la ciudad. Mientras, los conservadores que se quedaron se dedicaron a salvar y llevar al museo todos los bienes que encontraban en otros palacios, y a proteger al propio museo del frío y de la nieve y de los ataques aéreos. Además, sirvió de refugio contra las incursiones aéreas alemanas, y hasta 12 000 personas vivieron allí hasta las primeras evacuaciones, en el año 1942. Las obras trasladadas a Sverdlovsk llegaron bien y allí se creó una nueva sección del museo para mantener los objetos y cuadros. No se dañó ni se perdió absolutamente nada.
Tras el final de la Segunda Guerra Mundial, el museo volvió a abrir sus puertas al público, con las obras evacuadas que volvieron a ser colocadas en su lugar de origen. Además, el museo tuvo que ser restaurado debido a todos los daños que había sufrido durante el asedio nazi, restauración que llevó varios años. En el año 1948, el Museo de Arte Contemporáneo Occidental de Moscú donó 320 obras de arte del siglo XIX y XX, entre las que se encontraban obras de Renoir, Matisse, Picasso, Monet, Van Gogh o Gauguin.
El Ejército Rojo, a su vuelta de Berlín, trajo numerosas obras de arte que acabaron en el Hermitage, sobre todo de obras impresionistas y postimpresionistas de colecciones privadas. Uno de los casos más importantes fue el del Altar de Zeus de Pérgamo, que fue llevado del Museo de Pérgamo en Berlín como botín de guerra, y que estuvo expuesto en el Hermitage hasta 1959. El museo y el Ejército soviéticos recibieron muchas críticas por este robo de obras, pero el gobierno alegó que fueron como una mínima satisfacción por la destrucción por parte del Ejército nazi de obras rusas de incalculable valor, como los palacios de Peterhof y Tsárskoye Seló. Además, el gobierno ruso ha prohibido por ley la devolución de las obras en caso de que se demuestre que los dueños financiaron económicamente a la Alemania nazi.

### Actualidad
El Museo del Hermitage se está expandiendo continuamente, y en la actualidad está colaborando en diversos proyectos en el extranjero, como los complejos de exposiciones del Guggenheim Hermitage en la ciudad de Las Vegas, EE. UU., la reciente inauguración del museo Hermitage Ámsterdam, en Ámsterdam, Holanda, o las salas del Hermitage en la Somerset House, en Londres, Reino Unido.
Además, se llevó a cabo el proyecto cinematográfico El arca rusa de Aleksandr Sokúrov, un viaje al interior del museo, a su historia y a su contenido, rodada en una sola toma de hora y media de duración, sin cortes (plano secuencia). La película participó en el Festival de Cannes 2002.
El 17 de junio de 2016 se anunció que el Hermitage de Barcelona abrirá sus puertas en 2019 en el puerto de la ciudad condal.

## Complejo arquitectónico del museo

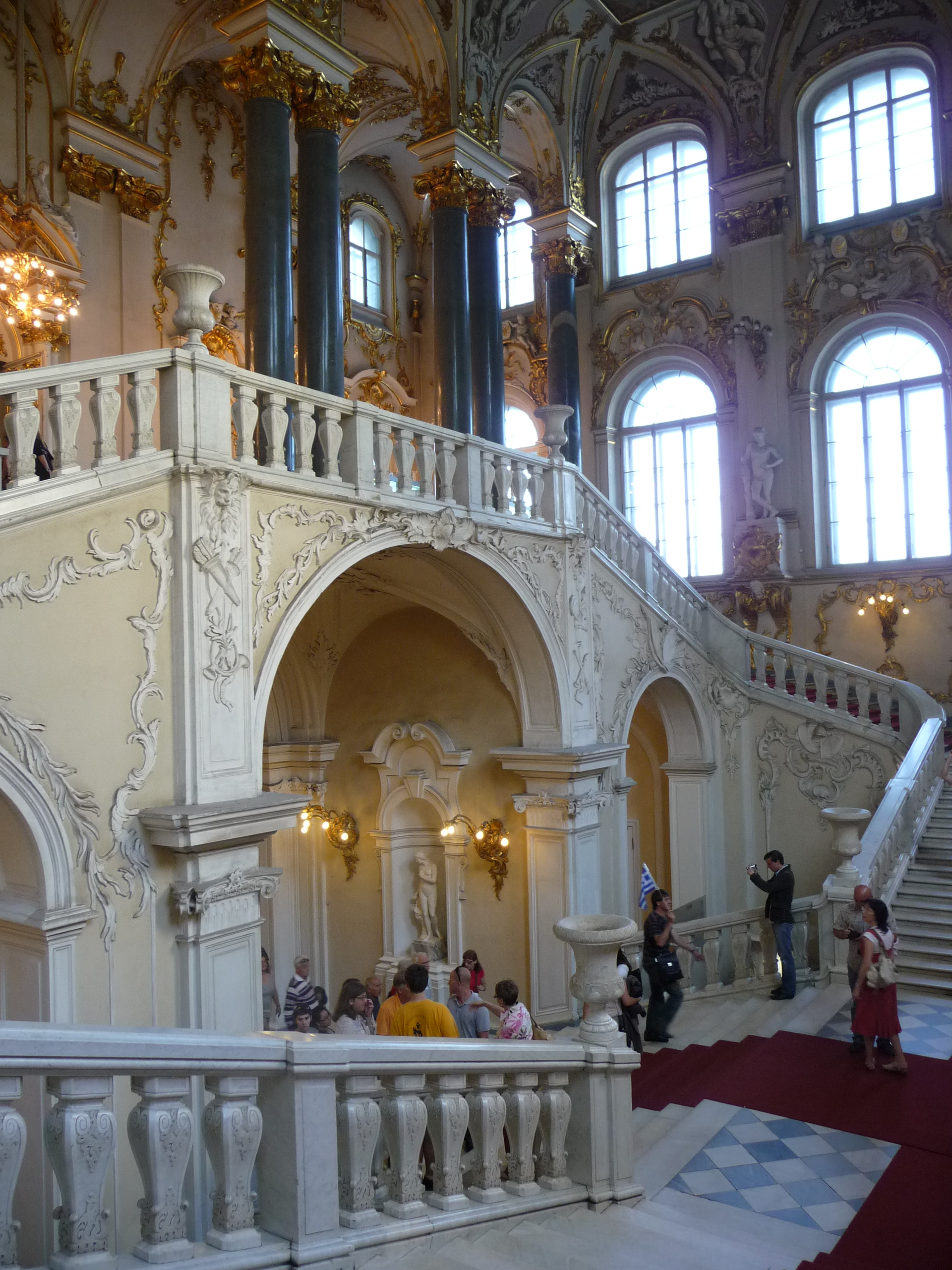
Escalera principal del Palacio de Invierno.

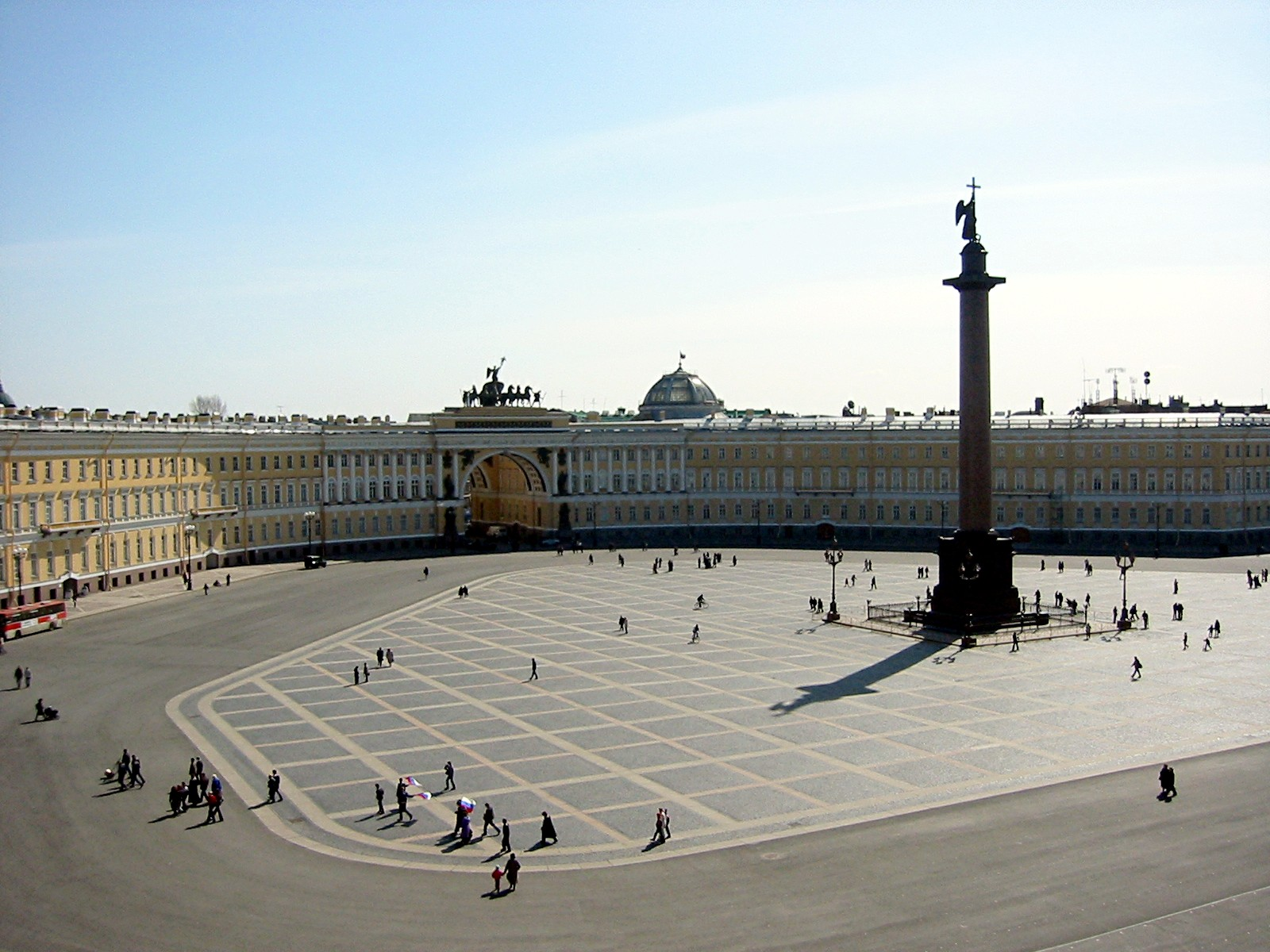
Edificio del Estado Mayor.

El Palacio de Invierno (Зимний дворец) es el principal edificio del museo. Fue construido entre 1754 y 1762 por orden de la emperatriz Isabel. El diseño fue obra del arquitecto italiano Francesco Bartolomeo Rastrelli. Terminó de construirse después de la muerte de Isabel. Fue la residencia oficial de los zares de Rusia hasta la caída de la monarquía tras la Revolución rusa, en el año 1917, y en su interior sucedieron algunos de los acontecimientos más importantes de la historia de Rusia.
Catalina II mandó construir al arquitecto Jean-Baptiste Vallin de la Mothe un pequeño palacio, situado al lado del Palacio de Invierno, al que llamó Pequeño Hermitage (Малый Эрмитаж), y que entre otras cosas, contaba con unos jardines colgantes. Esta sección del museo fue construida entre los años 1765 y 1769. Contiene dos salas de exposiciones laterales, y sirve de enlace entre el Palacio de Invierno y el resto de palacios que forman el museo.
Pronto el palacio se llenó de objetos, así que Catalina ordenó a los arquitectos Velten y Quarenghi la construcción de otro edificio, conocido posteriormente como el Viejo Hermitage (Старый Эрмитаж), construido entre 1771 y 1787. Esta parte del museo está conectada con el resto de edificios que vienen a continuación a través de un arco que sortea uno de los canales que desembocan en el Neva, el canal de Invierno.
El Teatro del Hermitage (Эрмитажный театр) fue ordenado a construir por Catalina la Grande entre 1783 y 1787. Fue construido por el arquitecto Giacomo Quarenghi. Se encuentra al otro lado del canal de Invierno. En la actualidad, se siguen representando obras teatrales dentro de la programación del museo. 
El Nuevo Hermitage (Новый Эрмитаж) fue el primer edificio construido en Rusia específicamente para contener arte. Fue construido entre 1841 y 1842 por el arquitecto alemán Leo von Klenze. Es donde se encuentra la entrada principal del museo, que consiste en un gran pórtico con unos atlantes. Se encuentra a continuación del resto de edificios, al otro lado del canal.
El Palacio Ménshikov (Меншиковский дворец), fue la residencia del gobernador de San Petersburgo y amigo del zar Pedro I de Rusia. Su construcción data de 1710, y fue diseñada por el arquitecto Giovanni Mario Fontana. Se acabó su construcción en 1721. Fue considerado el palacio más lujoso de la ciudad. 
El Edificio del Estado Mayor (Здание Главного штаба) fue construido entre 1820 y 1827. Hacia la mitad de este palacio, se encuentra un arco que tiene encima una escultura en bronce de un carro guiado por 6 caballos, que da paso a la Plaza del Palacio. El ala oriental del museo fue en un principio el Ministerio de Asuntos Exteriores y el Ministerio de Economía, aunque ahora pertenecen al museo.

## Colección
La colección del museo abarca muchos temas distintos. Incluye: arte prehistórico, numismática, muebles, cuadros y esculturas de todas las épocas, o armas. Alberga una de las mayores pinacotecas del mundo. Otra sección importante es la dedicada al arte occidental.

### Arte prehistórico
El museo posee muchos de los objetos prehistóricos encontrados en yacimientos en Rusia, siendo las venus prehistóricas algunas de las más importantes, encontradas en varios yacimientos de Siberia, aunque también tienen todo tipo de industria lítica paleolítica. Además, se exhiben diversos petroglifos y figurillas neolíticas de yacimientos rusos, broches, hachas y decenas de objetos de la Edad del Bronce, procedentes de las culturas calcolíticas del Cáucaso. Dentro de este último grupo, tienen especial importancia los objetos encontrados en el kurgán de Maikop, cuyo ajuar es uno de los más ricos e importantes del Calcolítico Medio de la cultura de los kurganes. Contiene figurillas de oro, vasijas de cobre y bronce, broches, etc. También están presentes en la colección todo tipo de objetos, de cerámica y barro del Mediterráneo y de excavaciones llevadas a cabo en Ucrania y los Balcanes. Su colección de objetos de la cultura Escita es una de las más importantes del mundo, destacando diversos objetos de oro finamente trabajados.
En resumen, se custodian decenas de miles de objetos prehistóricos, que abarcan desde el Paleolítico Inferior hasta el segundo o primer milenio antes de Cristo, poseyendo el museo gran parte de los objetos encontrados en yacimientos rusos y en los Estados postsoviéticos.

### Antigua Grecia y Roma
Contiene 106 000 objetos de Grecia y Roma, y de las excavaciones arqueológicas que tuvieron lugar durante los siglos XIX y XX en el litoral del mar Negro donde se encontraban las ciudades de Ninfea, Panticapea, Quersoneso y Teodosia. Van desde el siglo XV a. C. hasta el siglo IV d. C. Su colección contiene, entre otras cosas, 15 000 vasijas griegas y romanas, sarcófagos, joyas de oro, gemas talladas y más de 200 bustos de mármol de la época romana.

### Pintura occidental

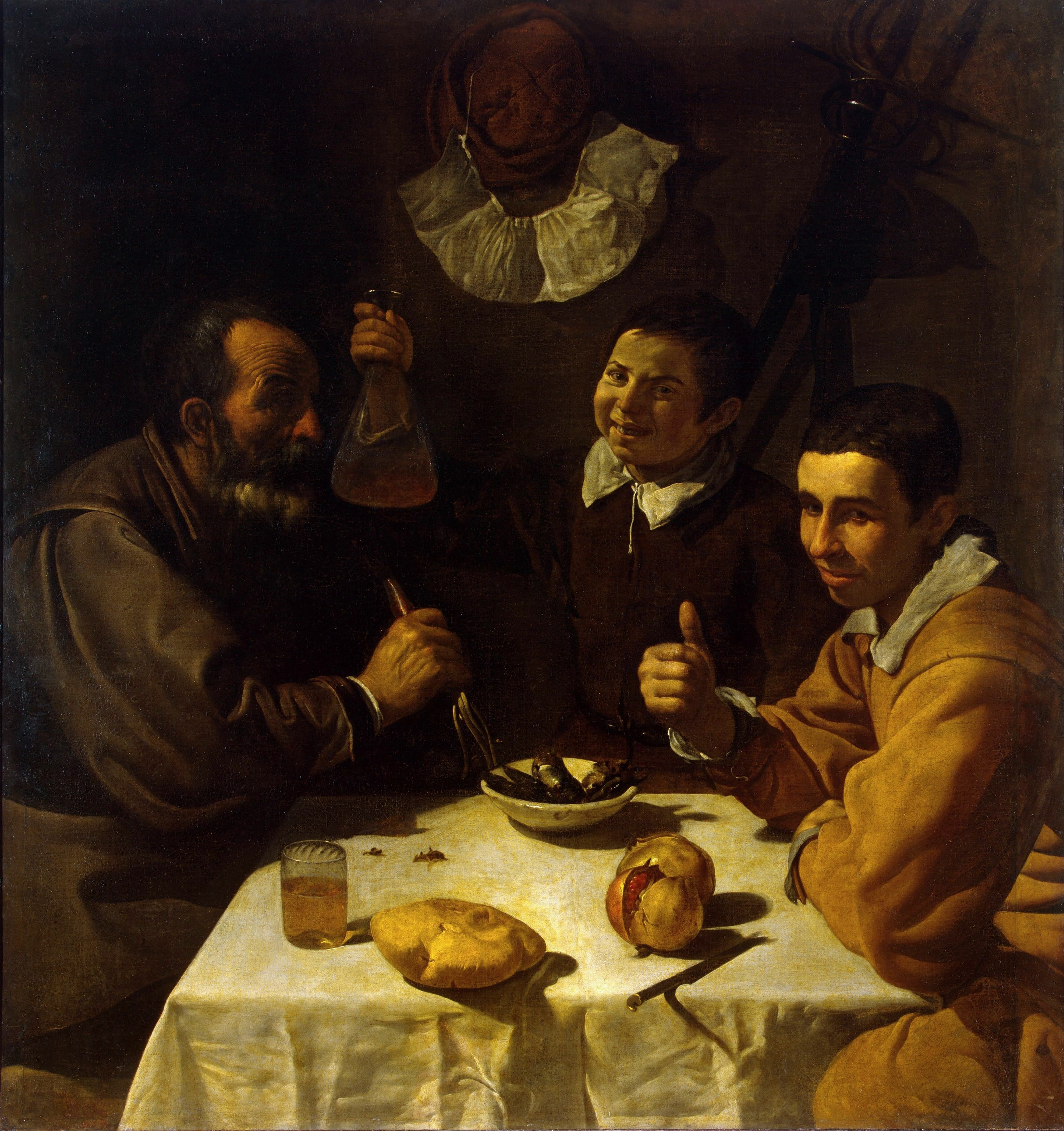
El almuerzo, Velázquez.

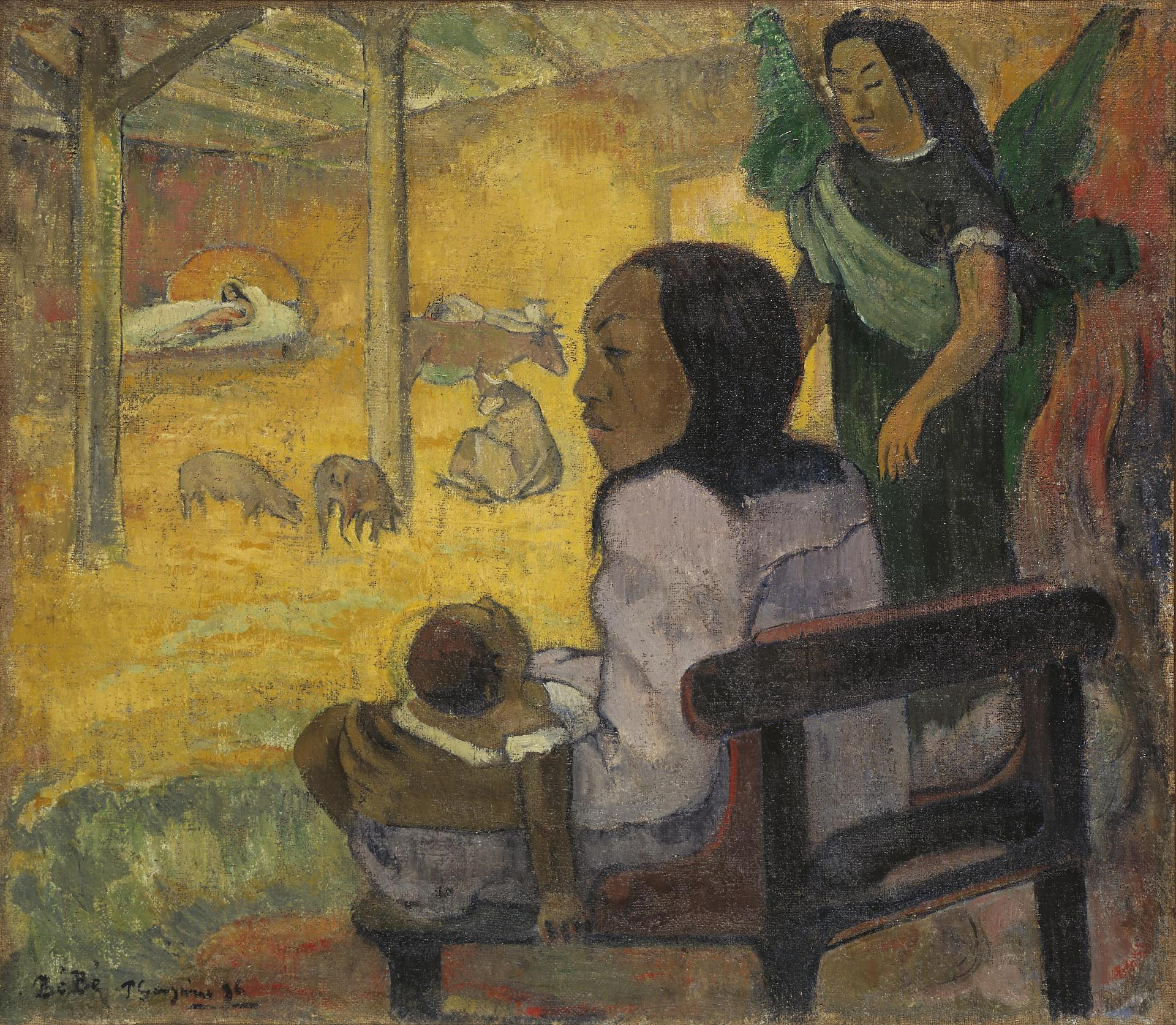
Bé bé, Gauguin.

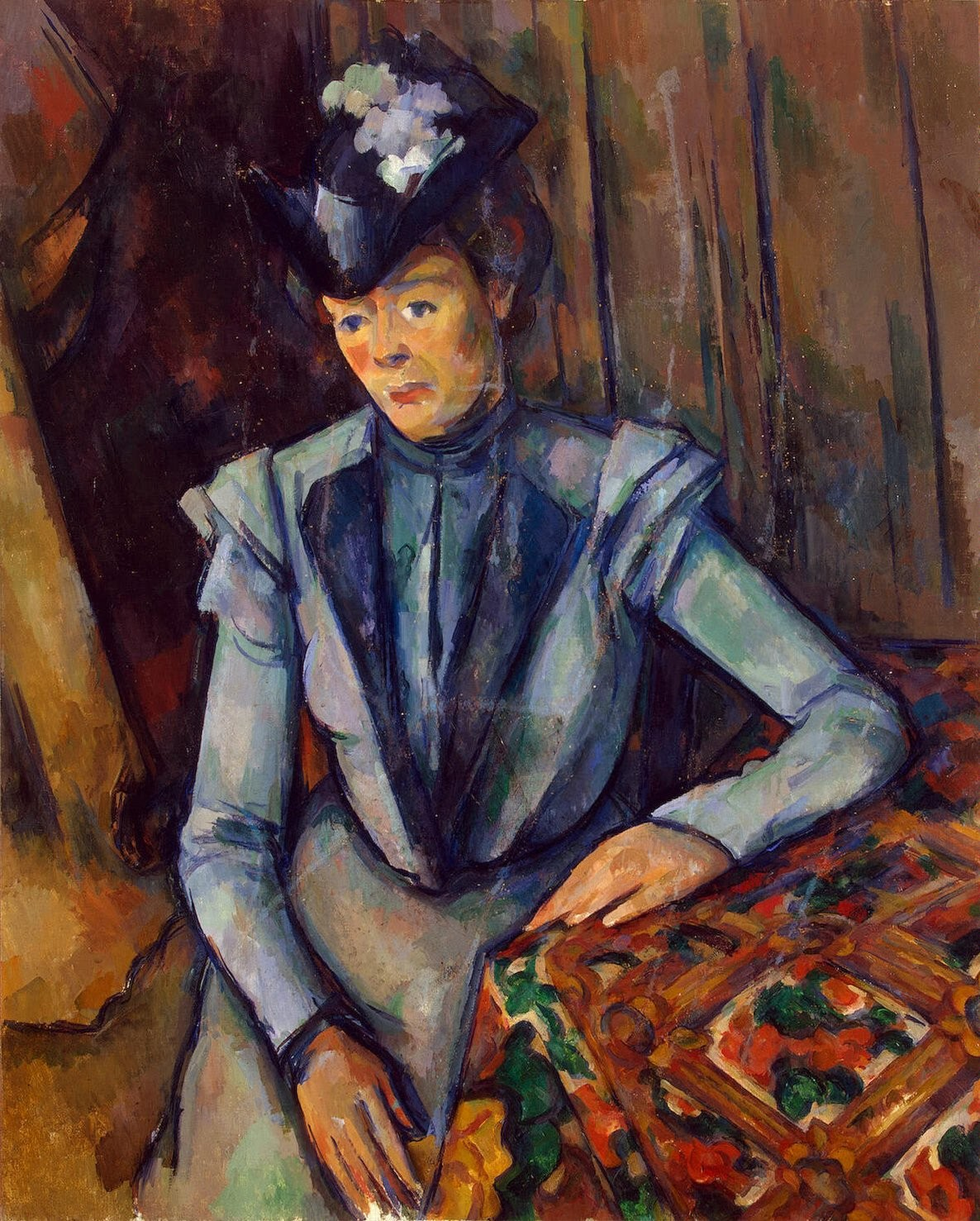
Retrato de dama en azul, Cézanne.

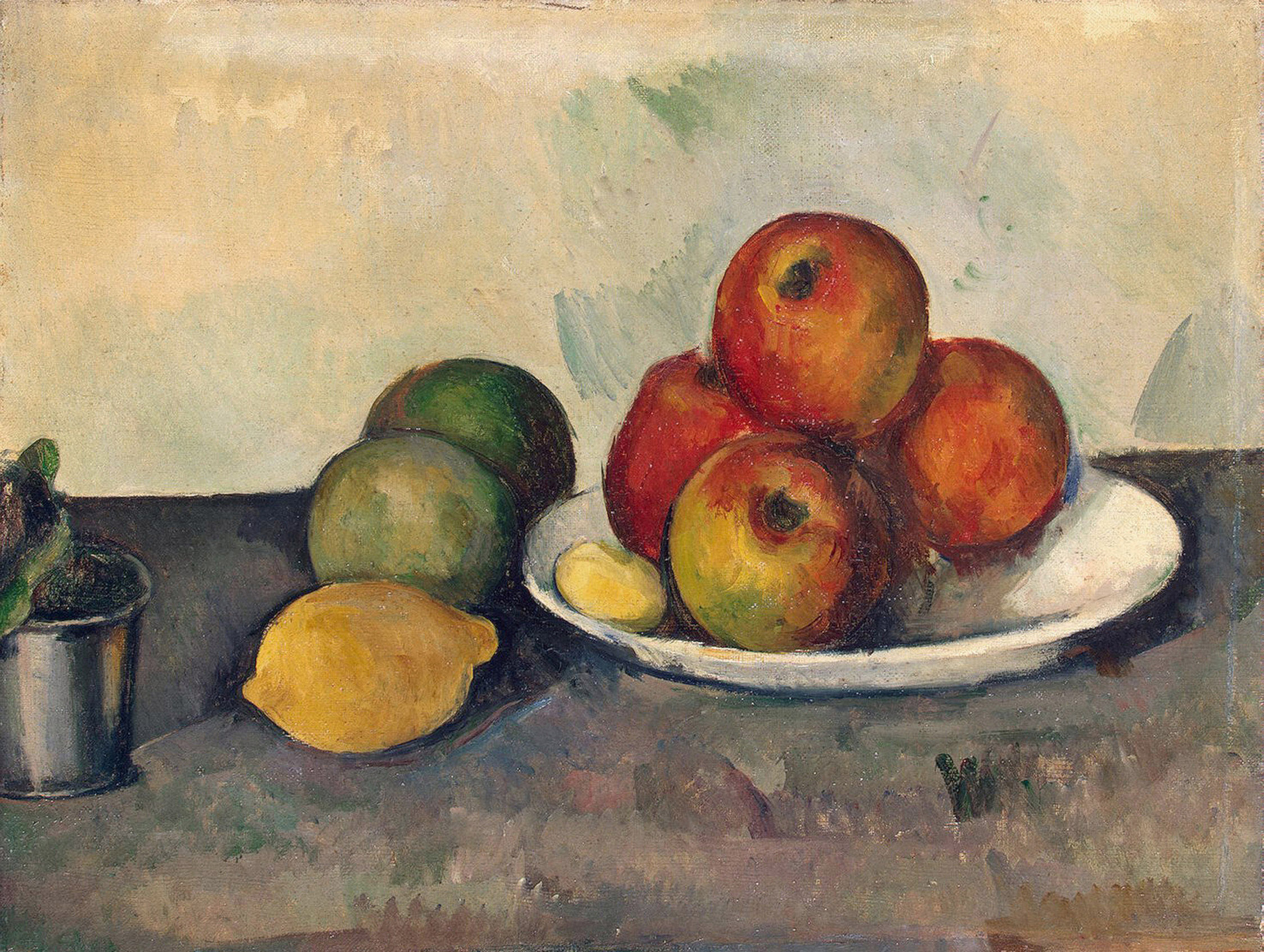
Naturaleza muerta con manzanas, Paul Cézanne.

Es una de las mayores colecciones de pintura del mundo. Contiene pintura italiana desde el siglo XIII al siglo XIX, con obras de Fra Angelico, Leonardo da Vinci, Rafael, Tiziano y Caravaggio. Algunas de las obras más importantes son La Madonna Benois y la Madonna Litta, de Leonardo, la Virgen con niño o La Sagrada familia con San José imberbe de Rafael, muchas obras de la época tardía de Tiziano, la Judith de Giorgione, La Virgen y el Niño de Fra Angelico y obras de Caravaggio, Canaletto, Tintoretto, Veronés o Tiépolo. Otro fuerte de la colección pictórica es la pintura española, una de las colecciones más importantes fuera de España, con autores como el Greco, Zurbarán, José de Ribera, Juan Bautista Maíno o Murillo. Además, exhibe El almuerzo y Retrato del Conde de Olivares de Velázquez o el Retrato de Antonia Zárate de Goya.
Posee más de 500 obras de pintura flamenca, entre las que se encuentran 30 cuadros de Rubens y obras de Anthony van Dyck o Frans Snyders. También contiene 25 obras de Rembrandt, una de las mayores colecciones a nivel mundial, y de otros pintores holandeses, como Jacob Ruysdael, Frans Hals, Jan Steen o Pieter de Hooch. Tiene una gran colección de pintura alemana, de pintores como Lucas Cranach, Ambrosius Holbein o Anton Raphael Mengs. El Hermitage cuenta también con una colección de 450 cuadros de pintura inglesa, siendo bastante raro que se exhiba pintura inglesa fuera de los museos británicos. Contiene además una importante colección de pintura francesa de entre los siglos XV y XVIII, la segunda mayor del mundo después de la del museo del Louvre en París, con autores como Claude Lorrain, Nicolas Poussin o Antoine Watteau.
Contiene una colección de pintura impresionista y expresionista, sobre todo francesa y alemana, de más de 1000 obras. Incluye siete obras de Monet, seis de Renoir, dos de Camille Pissarro y varios dibujos de Degas. Tiene decenas de obras mayores de Cézanne, Paul Gauguin y van Gogh, 32 cuadros de Matisse y 31 de Picasso. Además, muestra una muy importante colección de cuadros de los simbolistas franceses, y muchos cuadros de las escuelas alemanas de Múnich, Berlín y Düsseldorf, así como de pintores rusos, de entre los que sobresale Kandinski. En 2002, gracias al mecenazgo privado, el museo incorporó una de las versiones del icónico Cuadrado negro de Kazimir Malévich.

### Escultura occidental

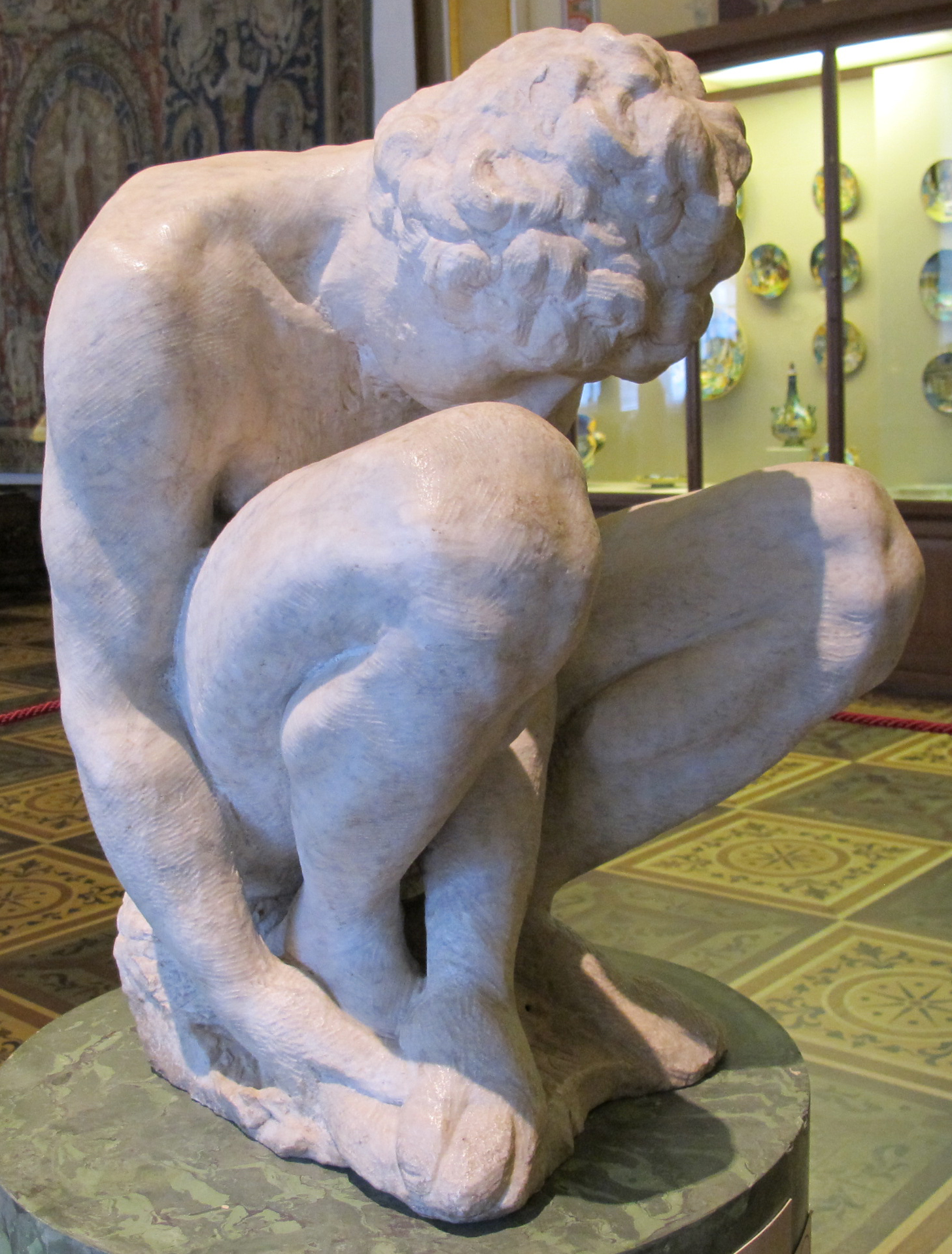
Miguel Ángel: Muchacho agachado.

La colección de escultura, es una de las más importantes de Europa. Incluye obras de Escultura Italiana, entre la que destacan 15 obras de Antonio Canova, escultor de los siglos XVIII y XIX, entre las que se encuentran Cupido y Psique, Magdalena penitente o Hebe, y de sus sucesores, como Lorenzo Bartolini. No tiene esculturas de Bernini, pero sí varios de sus moldes y sus modelos que le sirvieron para la construcción de varias de sus grandes esculturas. Además, atesora la única escultura de Miguel Ángel en Rusia, Chico Agachado o Niño en cuclillas, que estuvo destinada en un principio para el panteón de los Médicis. También contiene esculturas de otros autores renacentistas y de los siglos XVIII y XIX, al igual que esculturas de autores franceses, como Étienne-Maurice Falconet, Antoine Houdon, François Girardon. Además hay cinco esculturas de Rodin, entre las que se encuentran dos piezas de escayola, una como modelo para su Edad del Bronce y otra es un retrato de la actriz japonesa Hanako, y tres piezas de mármol, La primavera eterna, Romeo y Julieta y El poeta y la musa. También siete esculturas de Matisse, de las 70 que realizó en toda su vida. Cuenta asimismo con una importante colección de esculturas renacentistas alemanas.

### Artes decorativas
El museo conserva un amplísima colección de arte mueble. Desde objetos en metal, joyería, cristalería, muebles, porcelana, tapices o vajillas, relicarios, pomos de puertas o incensiarios en metal. La colección de porcelana es muy importante, con más de 20 000 piezas, procedentes sobre todo de la familia real rusa y de la aristocracia de San Petersburgo. La mayoría son manufacturas francesas, inglesas y alemanas, pero también hay piezas españolas, italianas o suecas. Incluye una colección de piezas de art déco.
Dentro de los muebles, se encuentran más de 1000 piezas realizadas en Italia, Francia y Alemania, sobre todo destacan los vestidores, armarios, sillones, tronos o baúles, de épocas que varían entre los siglos XV al XIX, muchos de ellos originales del Palacio de Invierno, y otros requisados de los palacios de la ciudad. Contiene el museo además una colección de tapices que abarca cinco siglos, desde el XV hasta el XX. Además, tiene una colección de más de 6000 trajes, sobre todo vestidos eclesiásticos, y más de 1500 encajes. La colección de joyas es bastante extensa, incluyéndose collares y pendientes, botellitas de perfume, relojes, diademas, pulseras, anillos y objetos de art nouveau.

### Arsenal
Se incluyen 15 000 piezas de armas y armaduras de Europa occidental y de Rusia, desde la Edad Media hasta el siglo XX. La colección de armas y armaduras rusas proviene de la colección personal del emperador Nicolás I de Rusia. Las de Europa Occidental, vienen de países como España, Francia, Alemania o Reino Unido. También tiene una extensa colección de armas orientales, provenientes de Irán, India o Turquía. Entre las armas, se pueden encontrar armas de fuego, espadas, lanzas, escudos, cuchillos, y un largo etcétera.

### Arte oriental
Contiene el museo más de 190 000 objetos provenientes de Oriente, de Egipto, Mesopotamia, China, Irán, India o Turquía. Los objetos son muy variados. Tiene una extensa colección de petroglifos y tablillas mesopotámicas, desde el Tercer milenio antes de Cristo. Tiene objetos de todas las épocas del Antiguo Egipto, como estelas, esculturas, vasijas, papiros, relieves o joyas. Contiene 120 000 objetos del Imperio bizantino, la segunda mayor colección del mundo, que incluye todo tipo de iconografía, monedas, mosaicos, vasijas, dípticos y trípticos. Contiene una colección de objetos del Imperio sasánida, en Irán, con gran cantidad de vajillas completas de plata, monedas y piedras preciosas que se encontraron engarzadas en anillos. En total, más de 1000 objetos.
Además, contiene una gran cantidad de obras de arte islámico de entre los siglos VII y XIX proveniente de países como Egipto, Siria, Turquía o Irán. Por ejemplo, tiene 700 piezas de bronce, 500 de cerámica y 450 pinturas de Irán; cerámica, cristalerías y objetos de bronce y plata de Egipto; platos de plata y objetos de cristal de Siria; y alfombras y sedas y terciopelos o vajillas de Turquía.
De la India, tiene una colección de esculturas desde el siglo II al XII, pinturas, objetos de bronce y de marfil, y distintas telas, sobre todo de seda. Tiene objetos de China que abarcan desde el segundo milenio antes de Cristo hasta el siglo XIX de nuestra era, e incluyen unas 5000 piezas, entre porcelana, pinturas, trabajos en piedras semipreciosas, plata, madera o telas. Además, hay 8000 piezas de Japón, sobre todo distintos esmaltes, esculturas, porcelana, trajes y telas, y más de 1000 Netsukes.
Además, su colección de joyería oriental contiene más de 3000 objetos, entre los que se encuentran todo tipo de joyas de oro o plata, desde anillos hasta tobilleras, con incrustaciones de piedras preciosas, como diamantes, esmeraldas o rubíes, o de piedras semipreciosas. Su colección de joyas indias del siglo XVII es única en el mundo.

### Cultura rusa
La colección de piezas de cultura rusa incluyen más de 350 000 objetos, desde el siglo X al XX. Hay todo tipo de objetos. Hay imaginería y objetos religiosos de todas las épocas, como cruces, relicarios, cálices, o libros. También hay una gran colección de pinturas medievales y cerámica de esta época. Cuadros, esculturas, más de 300 trajes, objetos de adorno, libros o mapas que pertenecieron a Pedro I de Rusia. También se encuentran los objetos personales, cuadros, esculturas, porcelanas, vajillas, muebles, trajes, joyas y un largo etcétera de la época del reinado de Anna Ioánnovna e Isabel Petrovna. También se encuentran una enorme cantidad de cuadros, esculturas, vajillas, muebles, porcelanas, joyas y trajes de la época de Catalina II de Rusia. Se pueden encontrar todo tipo de objetos y obras de arte desde la época de Alejandro I hasta el final de la época de los zares, con Nicolás II.

### Numismática
Es la mayor colección del museo, y una de las colecciones más importantes del mundo. Las monedas abarcan todas las épocas, desde la Antigüedad hasta el siglo XX y de muy diversas zonas geográficas. Contiene una colección de 64 000 monedas griegas, de un total de 120 000 de la Antigüedad, incluyendo Roma, o Egipto. Tiene 360 000 monedas de Europa occidental, sobre todo de los siglos XVII y XVIII, 220 000 del Oriente Medio y Extremo Oriente, y 300 000 rusas. Además, tiene una colección de insignias y medallas de más de 80 000 objetos y 2000 sellos.

## Directores del Hermitage
- Florian Antoine de Gille y Fiódor Bruni (1849-1860)
- Stepán Gedeánov (1863-1878)
- Aleksandr Vasílchikov (1879-1888)
- Serguéi Nikítich Trubetskói (1888-1899)
- Iván Vsévolozhsky (1899-1909)
- Dmitri Tolstói (1909-1918)
- Borís Legrán (1931-1934)
- Iósif Orbeli (1934-1951)
- Mijaíl Artamónov (1951-1964)
- Borís Piotrovski (1964-1990)
- Mijaíl Piotrovski (1992-presente)